# Anne Heywood
Anne Heywood, nome d'arte di  Violet Joan Pretty (Birmingham, 11 dicembre 1931 – Houston, 27 ottobre 2023), è stata un'attrice britannica.

## Biografia
Nata nel sobborgo inglese di Handsworth, Midlands Occidentali, è stata attiva nel cinema ed in televisione fra il 1951 e il 1989.
Nel 1950 vinse il concorso di bellezza di Miss Gran Bretagna, competizione a cui partecipò con il suo vero nome di Violet Pretty, e iniziò la sua carriera nel mondo dello spettacolo lavorando in radio come assistente di Carroll Levis, scopritore di talenti e conduttore di un programma che veniva trasmesso dai teatri della Gran Bretagna. Successivamente studiò alla London Academy of Music and Dramatic Art, debuttando nel cinema all'inizio degli anni cinquanta, inizialmente in ruoli minori, per poi passare a interpretazioni di maggior spessore.
Tra le sue interpretazioni, da ricordare quella nel film La volpe (1967), adattamento dal romanzo di David Herbert Lawrence, che le valse una candidatura ai Golden Globe come migliore attrice in un film drammatico; il film, girato accanto a Sandy Dennis, fu al centro di polemiche per la tematica controversa del lesbismo su cui si basava la storia.
Negli anni settanta apparve in diversi film poliziotteschi di produzione italiana. È stata interprete anche in film peplum e del filone della commedia sexy all'italiana.
La sua carriera subì un declino a fine anni ottanta, dopo l'interpretazione nella serie televisiva Un giustiziere a New York. Da allora si ritirò dalle scene andando ad abitare negli Stati Uniti d'America.

## Filmografia parziale

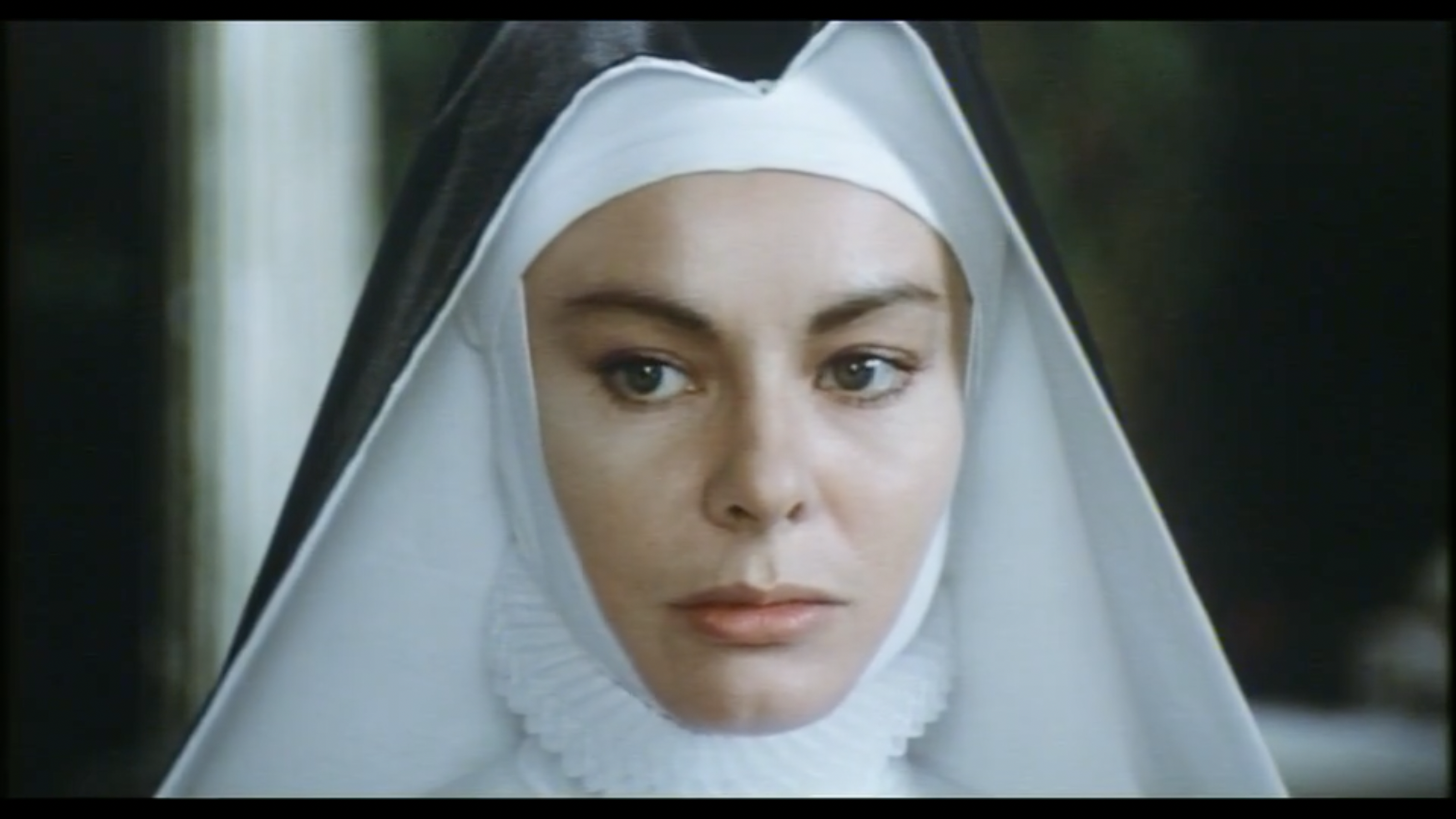
Anne Heywood in Le monache di Sant'Arcangelo (1973)

- Nuda ma non troppo (Lady Godiva Rides Again), regia di Frank Launder (1951)
- Find the Lady, regia di Charles Saunders (1956)
- Criminali sull'asfalto (Checkpoint), regia di Ralph Thomas (1956)
- Dottore a spasso (Doctor at Large), regia di Ralph Thomas (1957)
- The Depraved, regia di Paul Dickson (1957)
- All'ombra della ghigliottina (Dangerous Exile), regia di Brian Desmond Hurst (1957)
- L'incendiario (Violent Playground), regia di Basil Dearden (1958)
- Nuda nell'uragano (Floods of Fear), regia di Charles Crichton (1958)
- The Heart of a Man, regia di Herbert Wilcox (1959)
- Su e giù per le scale (Upstairs and Downstairs), regia di Ralph Thomas (1959)
- Cartagine in fiamme, regia di Carmine Gallone (1960)
- I cospiratori (A Terrible Beauty), regia di Tay Garnett (1960)
- Petticoat Pirates, regia di David MacDonald (1961)
- L'uomo che vinse la morte (The Brain), regia di Freddie Francis (1962)
- Stork Talk, regia di Michael Forlong (1962)
- Il limite della vergogna (The Very Edge), regia di Cyril Frankel (1963)
- 90 Degrees in the Shade, regia di Jiří Weiss (1965)
- La volpe (The Fox), regia di Mark Rydell (1967)
- La monaca di Monza, regia di Eriprando Visconti (1969)
- Il colpo era perfetto, ma... (Midas Run), regia di Alf Kjellin (1969)
- La lunga ombra gialla (The Chairman), regia di J. Lee Thompson (1969)
- Il segreto dell'uomo sbagliato (I Want What I Want), regia di John Dexter (1972)
- L'assassino... è al telefono, regia di Alberto De Martino (1972)
- Le monache di Sant'Arcangelo, regia di Domenico Paolella (1973)
- Trader Horn, regia di Reza Badiyi (1973)
- La prima volta, sull'erba, regia di Gianluigi Calderone (1975)
- Relazioni disperate (Good Luck, Miss Wyckoff), regia di Marvin J. Chomsky (1979)
- Un'ombra nell'ombra, regia di Pier Carpi (1979)
- Sadat, regia di Richard Michaels – miniserie TV (1983)
- What Waits Below, regia di Don Sharp (1985)

## Doppiatrici italiane
- Flaminia Jandolo in Dottore a spasso
- Maria Pia Di Meo in Cartagine in fiamme
- Gabriella Genta in L'assassino... è al telefono
- Rita Savagnone in Le monache di Sant'Arcangelo